# Sandra (film, 1965)
Pour les articles homonymes, voir Sandra.
Pour plus de détails, voir Fiche technique et Distribution.
Sandra (Vaghe stelle dell'Orsa...) est un film italien réalisé par Luchino Visconti sorti en 1965.

## Synopsis
Après des années d'absence, Sandra (Claudia Cardinale) revient à Volterra, sa ville natale, pour assister à une cérémonie de donation du jardin familial à la municipalité en mémoire de son père. Elle est accompagnée de son mari Andrew, un Américain follement amoureux d'elle et désireux de connaître le lieu où son épouse a passé sa jeunesse.
Dans cette immense maison, Sandra est envahie par les souvenirs du passé. Elle retrouve son frère Gianni (Jean Sorel), jeune écrivain avec lequel elle entretient une relation ambiguë, et qui écrit un roman autobiographique Vaghe stelle dell'Orsa (« Pâles étoiles de la Grande Ourse »), titre emprunté au début du poème Le Ricordanze du recueil Canti de Leopardi. Elle revoit également sa mère, pianiste, qui souffre de graves troubles psychiatriques.
Andrew découvre peu à peu que la famille est tourmentée par la mort du père, un brillant intellectuel juif déporté par les nazis et mort à Auschwitz. Sandra et Gianni attribuent la responsabilité de cette mort à une dénonciation de leur mère et de son amant, devenu ensuite son second époux. Ébranlé par cette découverte, Andrew organise une réunion de famille en vue de clarifier la situation. Lors du repas, les doutes qu'il entretenait quant à la relation incestueuse de Sandra avec Gianni semblent confirmés. Après s'être battu avec Gianni, il quitte la maison et repart pour les États-Unis. Gianni menace Sandra de se suicider si elle s'en va. Entre son frère et son mari, Sandra choisit le second et décide de le rejoindre après la cérémonie. Fou de douleur, Gianni brûle son roman et se donne la mort.

## Fiche technique
- Titre original : Vaghe stelle dell'Orsa...
- Titre français : Sandra
- Réalisation : Luchino Visconti
- Assistants réalisateur : Rinaldo Ricci, Albino Cocco
- Scénario : Suso Cecchi D'Amico, Enrico Medioli et Luchino Visconti
- Script boy : Giulio Biagetti
- Photographie : Armando Nannuzzi
- Montage : Mario Serandrei
- Musique : Prélude, choral et fugue de César Franck (interprété par Augusto Ottavi) et six chansons de variétés à la mode au début des années 1960
- Ingénieur du son : Claudio Maielli
- Mixage : Bruno Borghi
- Décors : Mario Garbuglia, Laudomia Hercolani
- Costumes : Bice Brichetto
- Producteur : Franco Cristaldi
- Directeur de production : Sergio Merolle
- Régie générale : Oscar Brazzi
- Société de production : Vides Cinematografica
- Société de distribution : Columbia C.E.IA.D.
- Pays de production :  Italie
- Langue : Italien
- Tournage : août-octobre 1964 à Genève (soirée chez les Dawsdon au début du film) et à Volterra en Toscane (Palais Inghirami et Viti, Musée étrusque, Eglise et place San Giusto, Porta all'Arco, Abbaye Camaldolese, Villa Palagione, Citerne romaine, Mairie)
- Format : Noir et blanc — 35 mm — 1,85:1 — Son : Mono
- Genre : Film dramatique
- Durée : 105 min
- Dates de sortie : 
  - Italie : 16 septembre 1965
  - France : 26 novembre 1965

## Distribution
- Claudia Cardinale (VF : elle-même) : Sandra Dawdson, la femme d'un Américain en visite au palais qui l'a vu naître
- Michael Craig (VO : Giuseppe Rinaldi (non-crédité)): Andrew Dawdson, le mari américain de Sandra
- Jean Sorel (VO : Massimo Turci (non-crédité)/VF : lui-même) : Gianni Luzatti, le frère de Sandra qui écrit un roman autobiographique
- Marie Bell (VO :  Andreina Pagnani (non-créditée)/VF : elle-même): Corinna Gilardini, la mère malade de Sandra et de Gianni qui fut pianiste de concert
- Renzo Ricci : Antonio Gilardini, un avocat qui a épousé Corinna en secondes noces
- Fred Williams : Pietro Formari, un médecin, l'ancien amoureux de Sandra
- Amalia Troiani : Fosca, la domestique des Gilardini
- Autres interprètes : Vittorio Manfrino, Renato Moretti, Paola Pescini, Isacco Politi, Giovanni Rovini, Ferdinando Scarfiotti ainsi que, non crédités, Oscar Brazzi et Glenn Saxson (deux invités à la soirée à Genève)

## Commentaire
Ce film n'est pas le plus connu des films de Visconti. Il s'agit pourtant d'un film d'une sensibilité remarquable et admirablement interprété. À travers les personnages de Sandra et de Gianni, on voit apparaître une transposition moderne des figures d'Électre et  d'Oreste. Comme Électre, Sandra est haïe par sa mère parce qu'« elle ne fait rien, elle ne dit rien mais elle est là ». Comme Oreste, Gianni revient pour venger la mémoire de son père mais aussi pour retrouver sa sœur. Le mythe d'Œdipe est également très présent, puisqu'on ne sait pas très bien si c'est la fascination qu'éprouvait Sandra pour son père qui la pousse vers son frère ou si c'est au contraire sa relation incestueuse avec son frère qui lui imprime sa fascination pour son père. Ce rapprochement avec des figures de la mythologie grecque est encore accentué par l'apparence physique de Sandra, dont la coiffure et le visage ne sont pas sans évoquer la statuaire grecque. 
Vaghe Stelle dell'Orsa est aussi un film sur le temps et sur la mémoire. Le temps est comme resté figé dans la grande maison de Volterra. On pourrait croire que rien n'y a changé depuis le départ de Sandra et de Gianni, et on s'aperçoit que le temps ne peut plus passer depuis le souvenir traumatisant et non résolu de la mort du père. Gianni lui-même ne parvient pas à vivre en dehors du passé, et sa mort tragique achève de figer son destin dans un éternel présent. Sandra, au contraire, parvient à s'extraire de ce passé tourmenté et à choisir l'avenir, en décidant de rejoindre Andrew.

## Luchino Visconti: à propos deSandra
- « Ce qui m'a toujours intéressé, ce sont les situations extrêmes, les moments où une tension anormale révèle la vérité des êtres humains. » (Sipario, juin 1965).
- « J'ai choisi le thème de l'inceste, parce que l'inceste est le dernier tabou de la société contemporaine. » (Sipario, octobre 1965).
- « Dans la famille demeurent sans doute les uniques tabous qui nous restent, les dernières interdictions sociales et morales, les ultimes amours impossibles. La famille représente une espèce de fatum, un destin qu'il est impossible d'éluder. » (Cité par Anna Bosi pour Speciale sabato, 1981).
- « (...) Ainsi il y a dans mon film des morts et des présumés coupables, mais qui sont les vrais coupables et les vraies victimes, cela n'est pas dit. (...) L'ambiguïté est le véritable aspect de tous les personnages du film excepté un, celui d'Andrew, le mari de Sandra. (...) Enfin ce film est un policier, en somme, où tout est clair au début et obscur à la fin, comme à chaque fois que chacun commence la difficile entreprise de lire en lui-même avec la sécurité fanfaronne de n'avoir rien à apprendre, et qu'il se retrouve ensuite avec l'angoissante problématique du non-être. » (Vaghe stelle dell'Orsa di Luchino Visconti, Bologna, Pietro Bianchi Ed., 1965, p. 31-34).
- « Claudia (Cardinale, interprète de Sandra) donne parfois une impression statique, mais c'est ce qui me permettra de tirer parti de son visage, de sa peau, de ses yeux, de son regard, de son sourire. Mieux, le personnage avait été écrit sur elle, et pas seulement pour ce que son apparente simplicité cache d'énigmatique, mais aussi pour l'adhérence somatique de sa figure (la tête en particulier) avec ce qui, des femmes étrusques, est parvenu jusqu'à nous. » (Cité par Laurence Schifano, Visconti : une vie exposée, Paris, Gallimard, 2009).

## Distinction
- Mostra de Venise 1965 : Lion d'or

### Revue de presse
- Jean d'Yvoire, « Sandra », Téléciné no 126, Paris, Fédération des Loisirs et Culture Cinématographique (FLECC), décembre 1965, p. 38-39,  (ISSN 0049-3287)
- Jean Bourdin, « Sandra », Téléciné no 127, Paris, Fédération des Loisirs et Culture Cinématographique (FLECC), janvier-février 1966, fiche no 456, p. 31-43,  (ISSN 0049-3287)